# Муни Вичер
Муни Вичер (итал. Moony Witcher; Венеција, 26. октобар 1957) је књижевни псеудоним италијанске новинарке и писца Роберте Рицо (итал. Roberta Rizzo). Пише фантастичну књижевност за децу и младе. Њене књиге су превођене на више од 30 језика.

## Биографија
Муни Вичер је псеудоним Роберте Рицо, новинарке и писца рођене у Венецији 1957. године. Дипломирала је филозофију на Универзитету Ca’ Foscari  у Венецији. Након студија, предавала је у средњим школама, бавила се научним истраживањем у области дечје психологије и педагогије. Као посматрач, посећивала је психијатријске клинике, истражујући шизофренију. Од 1985. године се бавила новинарством у часописима издавачке групе “L’Espresso”, извештавајући за судску и црну хронику.
Књижевношћу је почела да се бави од 2002. године, када је под псеудонимом Муни Вичер (Месечева вештица) објавила своју прву књигу Девојчица са Шестог Месеца, која је означила почетак серијала о девојчици Нини. Касније је објавила још неколико серијала, чији су јунаци били дечак Ђено, девојчица Морга и мачка Фантазио. Године 2014. користећи своје право име, Рицо је објавила свој први роман намењен зрелијој публици.

### Девојчица са Шестог Месеца
- Девојчица са Шестог Месеца — La bambina della Sesta Luna (2002)
- Нина и тајна Осме Ноте — Nina e il mistero dell'Ottava Nota (2003)
- Нина и клетва Пернате Змије — Nina e la maledizione del Serpente Piumato (2004)
- Нина и Тајно око Атлантиде —  Nina e l'Occhio Segreto di Atlantide (2005)
- Нина и златни број — Nina e il Numero Aureo (2012)
- Нина и моћ Абсинтијума —  Nina e il potere dell'Absinthium (2014)
- Нина и Ковчег светлости —  Nina e l'Arca della Luce (2017)

### Ђено
- Ђено и црни печат Мадам Крикен — Geno e il sigillo nero di madame Crikken (2006)
- Ђено и бела руна златокрилог сокола — Geno e la runa bianca del girifalco d'oro (2007)
- Ђено и црвено огледало истине — Geno e lo specchio rosso della verità (2008)

### Мачак Фантазио
- Магична авантура Мачка Фантазиа — La magica avventura di Gatto Fantasio (2007)
- Мачак Фантазио и Књига четири златне канџе — Gatto Fantasio e il Libro dei Quattro Artigli d'Oro (2007)
- Мачак Фантазио  и уклети рудник — Gatto Fantasio e la miniera stregata (2008)
- Мачак Фантазио и воштана статуа — Gatto Fantasio e la statua di cera (2009)
- Мачак Фантазио у пустињи сломљених репова — Gatto Fantasio nel Deserto delle Code Spezzate (2011)
- Мачак Фантазио и зачаране вожње Ђиробафоа — Gatto Fantasio e le giostre incantate del Girobaffo (2011)

### Морга, чаробница ветра
- Морга, чаробница ветра — Morga, la maga del vento (2009)
- Морга, чаробница ветра. Пустиња Алфазија — Morga, la maga del vento - Il deserto di Alfasia (2010)
- Морга, чаробница ветра. Испуњење пророчанства — Morga, la maga del vento - La fine della profezia (2011)

### Гари Хоп
- Дуго путовање Гарија Хопа — Il lungo viaggio di Garry Hop (2018)
- Буђење дивова — Il risveglio dei giganti (2019)
- Шаманово наслеђе — L'eredità dello sciamano (2021)

### Остало
- Забрањени пут — Il sentiero proibito (2016)
- Софија и безвремени дечак — Sophia nei Mondi Storti[3]  (2022)
- Дивен О'Неал и три златника — Diven O'Neal e le tre monete d'oro (2022)

### За одрасле, као Роберта Рицо
- Црвена као изгубљена љубав — Rossa come l'amore perduto (2014)